# شهرستان دارغان‌آتا
شهرستان دارغان‌آتا (به ترکمنی: Darganata etraby، دارغان‌آتا اطرابیٛ) یک شهرستان در ترکمنستان است که در استان لب آب واقع شده‌است.
در ۱۴ مه ۲۰۰۳، نام شهرستان، به شهرستان بیرآتا (به ترکمنی: Birata etraby، بیرآتا اطرابیٛ) تغییر پیدا کرد، و در ۲۷ نوامبر ۲۰۱۷، نام شهرستان به نام اصلی خویش، «دارغان‌آتا» برگردانده شد.

## تقسیمات اداری
شهرستان دارغان‌آتا شامل دو شهر، یک شهرک، و پنج شورای روستایی می‌باشد.
- شهرها (şäherler / شأهرلر)
  - دارغان‌آتا (Darganata / دارغان‌آتا)
  - گاز اجاق (Gazojak / گاز اوْجاق)

- شهرک‌ها (şäherçeler / شأهرچه‌لر)
  - لب‌آب (Lebap / لب‌آپ)
    - شامل سازاق‌لی (Sazakly / سازاق‌لیٛ)

- شوراهای روستایی (oba geňeşlikleri / اوْبا گنگشلیکلری)
  - چاروادار (Çarwadar / چاروادار)
    - چاروادار (Çarwadar / چاروادار)

  - ‌ خواجه‌لیق (Hojalyk / حوْجالیٛق)
    - ‌ چندیر (Çandyr / چاندیٛر)
    - ‌ خواجه‌لیق (Hojalyk / حوْجالیٛق)

  - سدیور (Sediwer / سدیور)
  - لب‌آب (Lebap / لب‌آپ)
    - ساقارآریق (Sakararyk / ساقارآریٛق)
    - کرانچ‌اوبه (Krançoba / کارنچ‌اوْبا)

  - مختوم‌قلی (Magtymguly adyndaky / ماغتیٛم‌قوْلی آدیٛنداقیٛ)
    - آته‌اوبه (Ataoba / آتااوْبا)
    - مختوم‌قلی (Magtymguly adyndaky / ماغتیٛم‌قوْلی آدیٛنداقیٛ)